# Grumman XTB2F
Grumman XTB2F – niezrealizowany projekt amerykańskiego pokładowego samolotu bombowo-torpedowego z czasów II wojny światowej, przeznaczonego do służby na lotniskowcach typu Midway. Prace nad samolotem zakończyły się na etapie budowy makiety naturalnej wielkości.

## Historia
8 sierpnia 1942 roku zatwierdzono program Maksymalnego Wysiłku Wojennego (Maximum War Effort). Jednym z jego elementów był program budowy nowych, ogromnych jak na czasy, w jakich miały powstać, lotniskowców typu Midway. Ich gorącym zwolennikiem był prezydent Franklin Delano Roosevelt. Dla amerykańskich sztabowców nowe jednostki oznaczały nie tylko możliwość zabrania na pokład większej liczby samolotów niż miało to miejsce w przypadku lotniskowców typu Essex, oznaczało to również, że mogą być to dużo większe samoloty. Bureau of Aeronautics (Biuro Aeronautyki US Navy) wysłało zapytania ofertowe do wytwórni lotniczych na nowe samoloty, wśród firm, do których zwróciło się Biuro był Grumman Aircraft Engineering Corporation. W grudniu 1942 roku Biuro przedłożyło Grummanowi ofertę zbudowania ciężkiego, dwusilnikowego samolotu bombowo-torpedowego. Warunki techniczne jakie musiałby spełniać nowy samolot uszczegółowiono w marcu 1943 roku. Grumman propozycje przyjął i rozpoczął prace nad projektem oznaczonym wstępnie jako Design 55. 6 sierpnia 1943 roku podpisano list intencyjny na budowę dwóch prototypów oznaczonych jako XTB2F-1. W maju 1944 roku Grumman przedstawił do oceny naturalnej wielkości makietę samolotu. Niestety dla projektu budowa lotniskowców typu Midway została wstrzymana, amerykańska przewaga na Pacyfiku była na tyle duża, że nie było już potrzeby budowania nowych okrętów, a budowa lotniskowców typu Essex była zdecydowanie tańsza i szybsza, tym samym 14 czerwca 1944 roku podjęto decyzję o przerwaniu dalszych prac nad samolotem.

## Konstrukcja
TB2F miał być trzymiejscowym (miejsca pilotów umieszczone obok siebie), dwusilnikowym, wolnonośnym górnopłatem. Podwozie trójpodporowe z przednim podparciem, główne chowane do wnęk w gondolach silnikowych, przednie do wnęki w kadłubie. Kadłub o konstrukcji półskorupowej, usterzenie klasyczne. Dwa silniki Pratt & Whitney R-2800-22 napędzające trójłopatowe śmigła umieszczone w gondolach, po jednym na każdym skrzydle. Kabina pilotów wpisana w obrys kadłuba.

## Uzbrojenie
Po obu stronach kadłuba, na krawędzi natarcia skrzydła umieszczone miały być cztery karabiny maszynowe kalibru 12,7 mm (po dwa z każdej strony kadłuba). Na wysokości kabiny pilotów, po lewej stronie kadłuba umieszczono kolejne dwa karabiny kalibru 12,7 mm a po jego prawej stronie 75 mm działko. Samolot miał również posiadać dwie wieżyczki strzeleckie, grzbietową i dolną, podkadłubową. Obie umieszczone na wysokości krawędzi spływu skrzydła. Każda z wieżyczek miała posiadać po dwa karabiny maszynowe kalibru 12,7 mm. Dolna wieżyczka miała mieć możliwość wciągania do wnętrza kadłuba. W komorze bombowej mieściła się jedna torpeda Mark 13 lub maksymalnie 36 bomb o masie 45,4 kg każda. Komorę można było również wykorzystać do przenoszenia dodatkowego zbiornika paliwa o pojemności 3028 litrów.